# NGC 6180
NGC 6180 é uma galáxia elíptica (E?) localizada na direcção da constelação de Hercules. Possui uma declinação de +40° 32' 23" e uma ascensão recta de 16 horas, 30 minutos e 33,9 segundos.
A galáxia NGC 6180 foi descoberta em 23 de Junho de 1876 por Édouard Jean-Marie Stephan.